# Вільфрід Луї
Вільфрід Луї (фр. Wilfried Louis; нар. 25 жовтня 1949) — гаїтянський футболіст, виступав на позиції захисника.

## Кар'єра гравця
На клубному рівні захищав кольори клубу гаїтянського «Дон Боско».

## Кар'єра в збірній
У футболці національної збірної Гаїті зіграв 2 матчі. 23 квітня 1972 року в кваліфікації до чемпіонату світу 1974, в якому Гаїті з рахунком 5:0 обіграло Пуерто-Рико. Ще один матч зіграв за збірну на чемпіонаті світу 1974 року, коли гаїтяни з рахунком 1:4 поступилися збірній Аргентини

## Титули і досягнення
- Срібний призер Чемпіонату націй КОНКАКАФ: 1971